# Fernando Ulrich
Fernando Maria Costa Duarte Ulrich (Lisboa, 26 de abril de 1952) é um economista e administrador bancário português e Diretor Presidente do Banco Português de Investimento (BPI) desde 2004.

## Família
Filho de João Jorge Maria de Melo Ulrich, que foi director da Tabaqueira, uma das empresas do império Companhia União Fabril (CUF) de Alfredo da Silva, e de sua mulher Maria Isabel Buzaglo Costa Duarte. O avô paterno, Fernando Enes Ulrich, bisneto do 1.º Visconde de Orta e genro do 2.º Conde do Cartaxo, era administrador do Banco de Portugal, o avô materno, Mário de Sousa Costa Duarte, estava ligado às áreas de corretagem e dos seguros. É sobrinho-trineto de Carlos Félix de Lima Mayer, primo em segundo grau de António Pinto Leite e do pai de Daniela Ruah e primo em terceiro grau de Isabel Moreira.
Fernando Ulrich provém duma família ligada ao comércio bancário e à arquitectura, os Ulrich, família do Norte de Hamburgo, que se tinham estabelecido em Portugal em meados do século XVIII. Após o terramoto de 1755, a família cooperou activamente na reconstrução de Lisboa, a convite do Marquês de Pombal, prosseguindo os seus negócios no ramo financeiro. Mais tarde, os Ulrich ligaram-se por laços familiares aos Mellos, herdeiros de Alfredo da Silva.

## Biografia
Estudou no Instituto Superior de Economia da Universidade Técnica de Lisboa, de 1969 a 1974, onde foi colega de Eduardo Ferro Rodrigues, António Peres Metelo e Félix Ribeiro, mas sem terminar a licenciatura. Ainda estudante, entrou como colaborador económicos para a redacção do semanário lisboeta Expresso, o jornal de Francisco Pinto Balsemão, onde veio a ser responsável entre 1973 e 1974 pela secção de Mercados Financeiros, assinando textos com o pseudónimo de Vicente Marques.
Em seguida foi técnico do Secretariado para a Cooperação Económica e, posteriormente, assessor do Embaixador de Portugaljunto da OCDE de 1975 a 1979 em Paris, como responsável pelos assuntos económicos e financeiros, ocupando-se das relações com a EFTA, OCDE e GATT. Mais tarde ainda, chefe de gabinete dos ministros das Finanças e do Plano dos governos Balsemão, Morais Leitão e João Salgueiro.
Em 1980 trabalhou no departamento internacional do Banco Pinto & Sotto Mayor. Transitou em 1983 do gabinete ministerial para a Sociedade Portuguesa de Investimentos, com Artur Santos Silva, que vem a dar origem ao Banco Português de Investimento (BPI). Em Abril de 2004, e já com o cargo de vice-presidente, Fernando Ulrich tornou-se presidente do BPI. Identificado publicamente com o PSD e fundador da iniciativa Compromisso Portugal, Fernando Ulrich tem provocado polémica com algumas propostas radicais em matéria laboral, no sentido do corte nos vencimentos dos assalariados, da liberalização total dos despedimentos colectivos e individuais, no sector público e no privado, embora “com avisos antecipados e indemnizações” para que a medida não signifique “um regresso ao século XIX”. Posteriormente ocupou os cargos de vice-presidente do Conselho de Administração e de presidente da Comissão Executiva do Banco Português de Investimento, bem como de presidente do Conselho de Administração do Banco de Fomento de Angola.

### Casamento e descendência
Casou em Cascais, Cascais, a 8 de Novembro de 1974, com Isabel Diana Bettencourt Melo de Castro (Cascais, Cascais, 16 de Fevereiro de 1954), filha de José Filomeno Lobo de Almeida de Melo e Castro, que usou o título de 11.° Conde das Galveias, e de sua mulher Daisy Maria Cohen de Bettencourt de Vasconcelos Correia e Ávila, e prima de Luís Nobre Guedes; têm três filhos: Sofia de Melo e Castro Ulrich (Paris, 2 de Maio de 1975), casada (2 de Maio de 2015) com José Avillez, Ana Margarida de Melo e Castro Ulrich (Lisboa, 20 de Maio de 1980), casada no Vale do Guiso a 9 de Maio de 2009 com seu meio-primo em 2.º grau Joaquim da Cunha Reis Ferreira, e João de Melo e Castro Ulrich (Lisboa, 12 de Janeiro de 1984), casado com Mariana Tavares Teles da Silva (15 de Abril de 1983), sobrinha paterna de Teresa Tarouca, trineta da Representante do Título de Marquesa de Penalva e 12.ª Condessa de Tarouca, tetraneta do 8.º Conde da Ribeira Grande, 2.º Marquês de Ponta Delgada e 1.º Marquês da Ribeira Grande e 5.ª neta do 4.º Conde de Lumiares e do 1.º Conde de Farrobo e 2.º Barão de Quintela. Como Fernando Ulrich, a sua mulher fez carreira no jornalismo, até entrar para o PSD, onde foi responsável pelo gabinete de comunicação desde 1979. Desde Abril de 2006, Diana Ulrich integra o gabinete de apoio à Presidência da República.